# El libro de la selva (película de 1967)

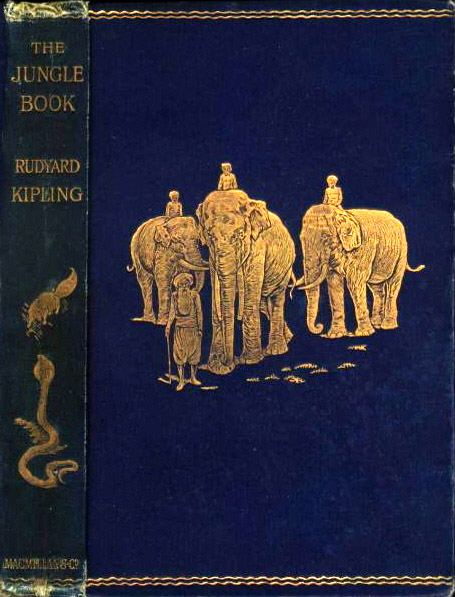
Portada de la novela de Kipling.

El libro de la selva (título original en inglés: The Jungle Book) es una película de animación estadounidense estrenada en 1967, producida por Walt Disney Productions. Esta película se basa en Los relatos de Mowgli, escritos por Rudyard Kipling.
La película se estrenó en Estados Unidos el 18 de octubre de 1967, y fue el decimonoveno largometraje de la compañía Disney y el primer largometraje animado de la compañía después del fallecimiento de su fundador Walt Disney, ya que murió durante su realización. Cinco de las canciones fueron escritas por los Hermanos Sherman (Robert B. Sherman y Richard M. Sherman). Una canción fue escrita por Terry Gilkyson. La música de fondo fue compuesta por George Bruns.

## Argumento

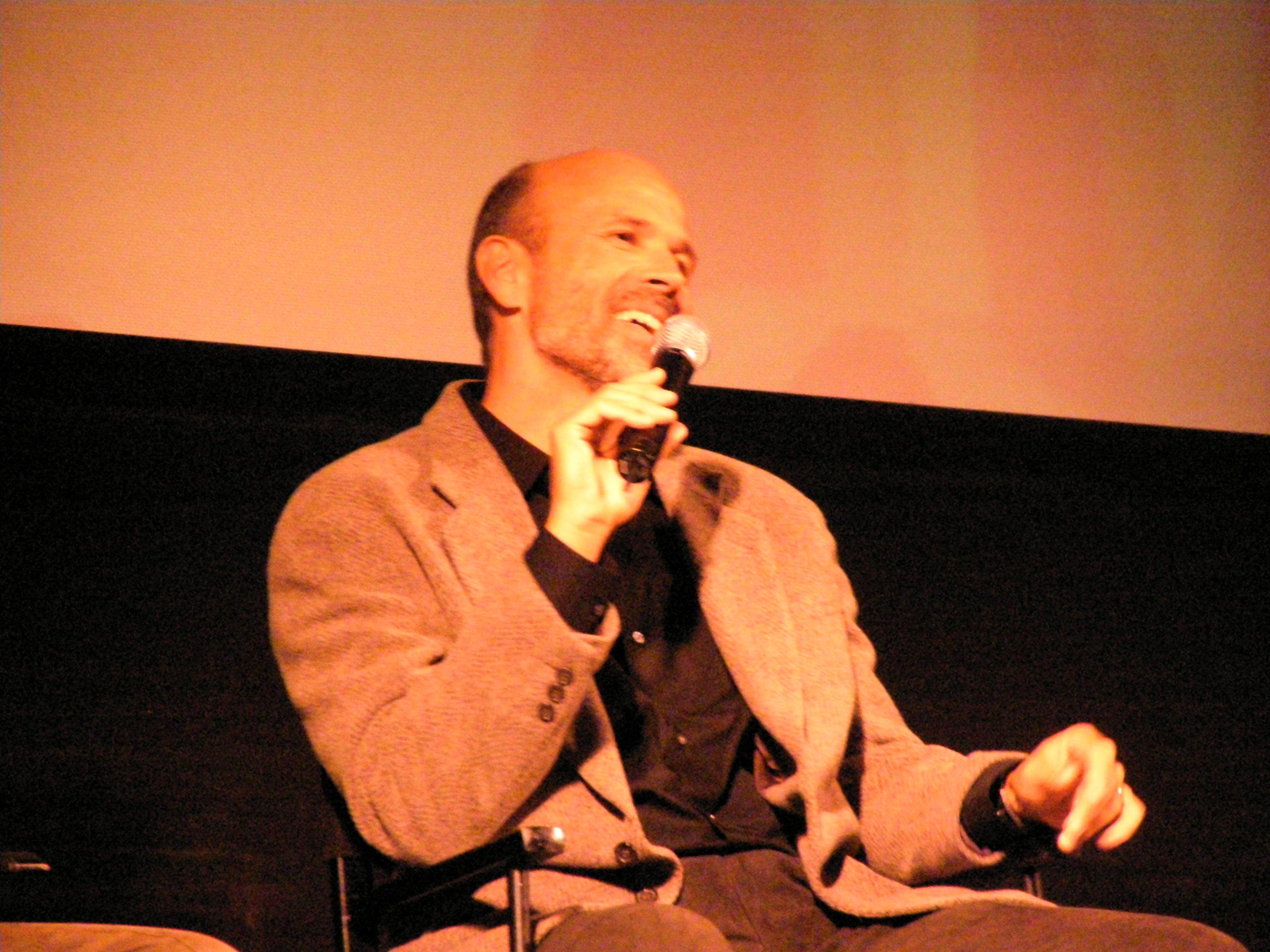
Bruce Reitherman

La película inicia en India, Asia, en 1881. Bagheera, una pantera negra, narrando el momento en el que encuentra a un bebé humano abandonado en mitad de la selva. Bagheera lo lleva con una Manada de lobos amigos suyos, quienes lo adoptan y lo crían como a uno de sus hijos. Años después, Mowgli es un niño raro que vive feliz y tranquilo en la jungla junto a sus hermanos, manadas y padres adoptivos. Una noche, los lobos, liderados por Akela hacen una reunión en la selva a la que también asiste Bagheera. El motivo de la reunión era el regreso de Shere Khan, el tigre asesino que busca venganza y la amenaza que eso suponía para Mowgli, ya que Shere Khan odiaba enormemente al hombre y no pararía hasta acabar con la vida del joven cachorro humano. Finalmente los lobos deciden que lo mejor es que Mowgli abandone la manada, por lo que Bagheera propone llevarlo a la aldea del hombre donde estará a salvo. Esa misma noche la pantera y el muchacho parten hacia el hogar de los humanos y cansados trepan a un árbol para dormir, Mowgli es muy insistente en que no se quiere ir con los humanos y que puede cuidarse solo, mientras que Kaa, una serpiente gigantesca, intenta comerse a Mowgli, pero Bagheera lo salva a tiempo.
Al día siguiente, Mowgli despierta por el ruido que hacía una gigantesca manada de elefantes, cuyo líder es el Coronel Hathi. Él está muy encariñado con su hijo pequeño, que a la vez hace una amistad con Mowgli, pero el Coronel no estaba dispuesto a aceptar a un humano en "su" selva. Después de eso, Bagheera y Mowgli se pelean por el asunto de la aldea, provocando que Bagheera lo deje y se vaya. Mowgli allí conoce a Baloo, un oso holgazán y vividor, que se pasa el día cantando, bailando y comiendo; este le enseña a Mowgli a pelear y a rugir, y por los rugidos Bagheera regresa, pero se sorprende al ver que Mowgli conoció a Baloo, a quien Bagheera ya conocía. Bagheera le dice a Baloo que lleve a Mowgli a la aldea del hombre, pero sin decirle la razón. Mowgli quiere quedarse con Baloo, que le enseña varias cosas para sobrevivir en la selva cantando "Lo más vital". Bagheera, rindiéndose se marcha otra vez, y en un momento unos monos, los Bandar-log, secuestran a Mowgli. Baloo, intentando rescatarlo, cae por una barranca, pero sin sufrir ninguna herida. Después llama a Bagheera quien al escuchar los gritos regresa y los dos van a las ruinas, donde los monos llevan a Mowgli. En las ruinas vive el rey Louie, un orangután, quien le ofrece a Mowgli un trato para quedarse en la selva, Louie lo cuidará a cambio de que Mowgli le diga como hacer fuego, creyendo que, de esta forma, se convertirá en un humano. Sin embargo, Mowgli no se lo dice, ya que él no sabía cómo hacer fuego. En ese instante llegan Bagheera y Baloo, logran rescatar a Mowgli y también provocan que las ruinas se derrumben.
Durante la noche, Bagheera intenta convencer a Baloo de que lo lleven a la aldea. Baloo al inicio no hace caso, hasta que Bagheera le dice la razón por la que lo lleva, por el regreso de Shere Khan, haciendo que Baloo se preocupe y escuche a Bagheera. Bagheera le dice a Baloo que él debería llevarlo, ya que Mowgli nunca lo escucha y él siempre anda siguiendo a Baloo. Baloo concuerda con Bagheera. Al amanecer, Baloo se va con Mowgli y hace varios intentos de decirle adónde van, y cuando lo logra sólo hace que Mowgli se enoje y huya de él. Bagheera, viendo eso, acuerda con Baloo separarse para buscarlo. Bagheera se encuentra con el "Ejército" de elefantes del coronel Hathi, y le pide de favor de que lo ayude a buscar a Mowgli, diciendo que está solo. El Coronel se niega al inicio, pero su hijo lo convence. Hathi idea un plan para encontrarlo, pero Shere Khan escucha todo y toma precauciones por la presencia de Hathi y el Ejército. Kaa encuentra a Mowgli e intenta comérselo de nuevo; pero es interrumpido por Shere Khan, quien le pregunta si ha visto a Mowgli. Kaa le miente diciendo que no lo ha visto pero, al tratar de convencer a Shere Khan, suelta accidentalmente a Mowgli, quien logra escapar.
En las afueras de la selva, hay una zona desierta a la que Mowgli llega y se encuentra con unos buitres, con quienes hace una amistad, y es aceptado por ellos. Pero Shere Khan llega y trata de matar a Mowgli no sin antes decirle a los buitres que "gracias por mantener retenida a mi siguiente víctima", pero Baloo impide que el tigre mate a Mowgli atrapándolo por la cola. Mientras Baloo intenta detener a Shere Khan, los buitres salvan a Mowgli, pero Shere Khan deja gravemente herido a Baloo. Se desata una tormenta eléctrica, un rayo cae en un árbol seco haciendo que se incendie, y los buitres le dicen a Mowgli que el único punto débil de Shere Khan es el fuego, siendo lo único que le teme, así que ellos distraen a Shere Khan mientras Mowgli coge una rama incendiada extraída del árbol seco incendiado por el rayo, una antorcha que podía valer para vencer a Shere Khan. Mientras tanto, se puede ver cómo Shere Khan golpea a Baloo dejándolo tirado en el suelo mientras Mowgli, enfadado, le ata a Shere Khan la antorcha (la rama de árbol encendida) en la cola, haciendo que Shere Khan huya aterrado quemándose en partes de la cola y la espalda cuando la antorcha le daba latigazos, sintiéndose este humillado y maltratado por Mowgli.
Tras la derrota y huida de Shere Khan, Mowgli va con Baloo y llega Bagheera. Todos piensan que Baloo había muerto, pero en realidad sólo estaba noqueado.
Al levantarse Baloo y pasarse tanto él como Mowgli y Bagheera por las inmediaciones de la aldea del hombre, ellos ven y escuchan a una niña cantando en la orilla de un río, quien llama la atención de Mowgli. La niña iba a por agua al río, que estaba en frente de la entrada de la aldea, donde la niña y Mowgli se conocen. La niña, que ya iba de regreso a la aldea, tira a propósito la vasija que sostenía sobre su cabeza, Mowgli la recoge y sigue a la niña. Mientras tanto Baloo llama a Mowgli para que regrese, pero no lo logra, Mowgli se siente demasiado atraído por la niña. Mowgli se queda en la aldea del hombre. Bagheera consuela a Baloo diciéndole que hizo bien al cuidarlo y que lo más importante es la seguridad de Mowgli y que él ya estaba con los de su especie. Baloo acepta lo que Bagheera le dice, aunque Baloo sigue pensando que Mowgli podría haber vivido como si fuera un oso. Para acabar, ellos dos juntos cantan "Lo más vital", momento en el que Bagheera no tiene ganas de cantar con él esa canción, pero finalmente acepta después de que Baloo le insista varias veces y él se negase. Como final, los dos se adentran en la selva cantando.

## Voces originales y doblaje al español
El reparto de las voces en la versión original y de la versión en español (1967), dirigida por Edmundo Santos. Este doblaje es usado y distribuido en todos los países de habla hispana.
| Actor             | Personaje     | Actor de doblaje México   |
| ----------------- | ------------- | ------------------------- |
| Bruce Reitherman  | Mowgli        | Diana Santos              |
| Phil Harris       | Baloo         | Germán Valdés "Tin Tan"   |
| Sebastian Cabot   | Bagheera      | Luis Manuel Pelayo        |
| Louis Prima       | Rey Louie     | Flavio Ramírez Farfán     |
| George Sanders    | Shere Khan    | Carlos Petrel             |
| Sterling Holloway | Kaa           | Alfonso Aráu              |
| J. Pat O'Malley   | Coronel Hathi | Salvador Carrasco         |
| Verna Felton      | Winifred      | Carmen Donna-Dío          |
| Clint Howard      | Elefante niño | Edmundo Santos Jr.        |
| J. Pat O'Malley   | Despeinao     | Florencio Castelló        |
| Chad Stuart       | Oxigenao      | Carlos Amador Jr.         |
| Digby Wolfe       | Ziggy         | Fernando Estenoz          |
| Lord Tim Hudson   | Dizzy         | Francisco Colmenero       |
| John Abbott       | Akela         | Guillermo Portillo Acosta |
| Ben Wright        | Rama          | Guillermo Portillo Acosta |
| Darleen Carr      | Niña          | María Teresa Ruiz         |

- Doblaje de 1967 dirigido por Edmundo Santos en Grabaciones y Doblajes S.A.

## Banda sonora
| Título en inglés              | Título en español         | Intérpretes |
| ----------------------------- | ------------------------- | --- |
| "Colonel Hathi's March"       | "Marcha de los Elefantes" | J. Pat O'Malley (Inglés) Salvador Carrasco, Edmundo Santos Jr y Coros (Español)                                                                             |
| "Trust In Me"                 | "Confía en Mi"            | Sterling Holloway (Inglés) Alfonso Arau (Español) |
| "It Wanna Be Like You"        | "Quiero ser Como Tú"      | Germán Valdés, Diana Santos, Flavio y Luis Manuel Pelayo (Español)                                                                                          |
| "The Bare Necessities"        | "Busca lo más Vital"      | Phil Harris and Bruce Reitherman (Inglés) Germán Valdés y Diana Santos (Español)                                                                            |
| "That's What Friends Are For" | "La Amistad"              | Chad Stuart, J. Pat O'Malley, Tim Hudson, Digby Wolfe, Thurl Ravenscroft and Bruce Reitherman (Inglés) Les Luthiers, Diana Santos y Carlos Petrel (Español) |
| "My Own Home"                 | "En mi Hogar"             | Darleen Carr (Inglés) María Teresa Ruiz (Español) |

## Estrenos y títulos en otros idiomas
| \| País \| Título \| Fecha de Estreno \| \| ----------------------- \| ---------------------- \| ----------------------- \| \| Estados Unidos \| The Jungle Book \| 18 de octubre de 1967 \| \| Reino Unido \| The Jungle Book \| 24 de diciembre de 1967 \| \| México e Hispanoamérica \| El Libro de la Selva \| 7 de enero de 1968 \| \| Irlanda \| Ketab-e Jangal \| 12 de abril de 1968 \| \| Japón \| ジャングル・ブック \| 23 de julio de 1968 \| \| Italia \| Il Libro della Giungla \| 6 de diciembre de 1968 \| \| Suecia \| Djungelboken \| 9 de diciembre de 1968 \| \| Francia \| Le Livre de la jungle \| 11 de diciembre de 1968 \| \| España \| El Libro de la Selva \| 13 de diciembre de 1968 \| \| Alemania Occidental \| Das Dschungelbuch \| 13 de diciembre de 1968 \| \| Portugal \| O Livro da Selva \| 18 de diciembre de 1968 \| \| Australia \| The Jungle Book \| 19 de diciembre de 1968 \| \| Finlandia \| Viidakkokirja \| 20 de diciembre de 1968 \| \| Dinamarca \| Junglebogen \| 27 de diciembre de 1968 \| \| Argentina \| El Libro de la Selva \| 11 de junio de 1969 \| \| Uruguay \| El Libro de la Selva \| 18 de junio de 1969 \| \| Brasil \| Mogli: O Menino Lobo \| 7 de julio de 1969 \| |                        |                         |
| País | Título                 | Fecha de Estreno        |
| Estados Unidos | The Jungle Book        | 18 de octubre de 1967   |
| Reino Unido | The Jungle Book        | 24 de diciembre de 1967 |
| México e Hispanoamérica | El Libro de la Selva   | 7 de enero de 1968      |
| Irlanda | Ketab-e Jangal         | 12 de abril de 1968     |
| Japón | ジャングル・ブック     | 23 de julio de 1968     |
| Italia | Il Libro della Giungla | 6 de diciembre de 1968  |
| Suecia | Djungelboken           | 9 de diciembre de 1968  |
| Francia | Le Livre de la jungle  | 11 de diciembre de 1968 |
| España | El Libro de la Selva   | 13 de diciembre de 1968 |
| Alemania Occidental | Das Dschungelbuch      | 13 de diciembre de 1968 |
| Portugal | O Livro da Selva       | 18 de diciembre de 1968 |
| Australia | The Jungle Book        | 19 de diciembre de 1968 |
| Finlandia | Viidakkokirja          | 20 de diciembre de 1968 |
| Dinamarca | Junglebogen            | 27 de diciembre de 1968 |
| Argentina | El Libro de la Selva   | 11 de junio de 1969     |
| Uruguay | El Libro de la Selva   | 18 de junio de 1969     |
| Brasil | Mogli: O Menino Lobo   | 7 de julio de 1969      |

Esta versión, con este doblaje, fue también proyectada en Mexico, con el título de El libro de la selva.
Esta versión, con este doblaje, fue también proyectada en España, con el título de El libro de la selva.

## Recepción
La obra cinematográfica consiguió una muy buena recepción, siendo acompañada por un sentimiento nostálgico por el fallecimiento de Walt Disney. Por ello, Disney estrenó en 2003 El libro de la selva 2.

## Premios

### Premios Óscar
| Año  | Categoría                                   | Persona        | Resultado |
| ---- | ------------------------------------------- | -------------- | --------- |
| 1967 | Mejor canción original The Bare Necessities | Terry Gilkyson | Nominado  |

## Legado

### Series de televisión
En 1996 se estrenó la serie animada Jungle Cubs (en español, El librito de la selva) que narra las aventuras de Baloo, Bagheera, Hathi, Louie, Kaa y Shere Khan cuando eran niños. En algunos episodios aparecen historias de la novela como la de los perros rojos y la cobra blanca guardiana de un tesoro, igualmente modificadas pero que no fueron incluidas en la película.
Luego se estrenó otra serie en 1990, Aventureros del Aire, aunque poco tenía que ver con la película excepto versiones alternativas de algunos personajes. Aquí Baloo es un piloto que trabaja como mensajero llevando paquetes por todo el mundo en su albatros, Louie y sus monos se ocupan del local dónde Baloo pasa la mayor parte del tiempo y Shere Khan es un ávido hombre de negocios deseoso de destruir todo pequeño negocio que se le enfrente incluyendo la pequeña empresa de reparto donde trabaja Baloo.
Los personajes de la película también aparecen con regularidad en la serie House of Mouse, haciendo cameos entre el público del club titular.

### Secuela
En 2003 se estrenó El libro de la selva 2, la cual transcurre después de que Mowgli dejase la selva para vivir con los humanos, mostrándose que comienza a echar de menos vivir en la selva, mientras que Baloo echa de menos la compañía de Mowgli, con lo cual termina llevando al muchacho de nuevo a la selva para pasar tiempo juntos. 

### Adaptaciones en imagen real
En 1994, Walt Disney Pictures estrenó una nueva película de imagen real bajo el título de El libro de la selva: la aventura continúa. Aunque no adapta directamente la trama de la película de animación, incluye varios elementos de la versión de Disney, como es el caso de la incorporación del Rey Louie.
En 1998 se lanzó directamente para video otra adaptación titulada La historia de Mowgli.
Debido al éxito de películas como Maléfica y Cenicienta con sus adaptaciones de imagen real de películas animadas, en 2016 se estrenó en el cine una adaptación de El libro de la selva. Al contrario de la película de 1994, esta versión adapta directamente la trama de la película de animación.